# Zwart hazenoor
Het zwart hazenoor (Otidea apophysata, synoniem: Pseudotis apophysata) is een schimmel behorend tot de familie Otideaceae. Het komt voor in loofbossen op rijke klei.

## Kenmerken
De sporen meten 17-22 × 9-13 µm.

## Verspreiding
In Nederland komt het zwart hazenoor zeldzaam voor. 